# Ґосліни
Ґосліни (пол. Gośliny) — село в Польщі, у гміні Біла-Равська Равського повіту Лодзинського воєводства.
Населення — 99 осіб (2011).
У 1975-1998 роках село належало до Скерневицького воєводства.

## Демографія
Демографічна структура станом на 31 березня 2011 року:
|          | Загалом | Допрацездатний вік | Працездатний вік | Постпрацездатний вік |
| -------- | ------- | ------------------ | ---------------- | -------------------- |
| Чоловіки | 53      | 14                 | 32               | 7                    |
| Жінки    | 46      | 7                  | 28               | 11                   |
| Разом    | 99      | 21                 | 60               | 18                   |